# Немеєшть
Немеєшть, Немеєшті (рум. Nămăești) — село у повіті Арджеш в Румунії. Входить до складу комуни Валя-Маре-Правец.
Село розташоване на відстані 123 км на північний захід від Бухареста, 53 км на північ від Пітешть, 149 км на північний схід від Крайови, 55 км на південний захід від Брашова.

## Населення
За даними перепису населення 2002 року у селі проживали 713 осіб. Усі жителі села рідною мовою назвали румунську.
Національний склад населення села:
| Національність | Кількість осіб | Відсоток |
| -------------- | -------------- | -------- |
| румуни         | 687            | 96,4%    |
| цигани         | 26             | 3,6%     |